# Piaggio Boss

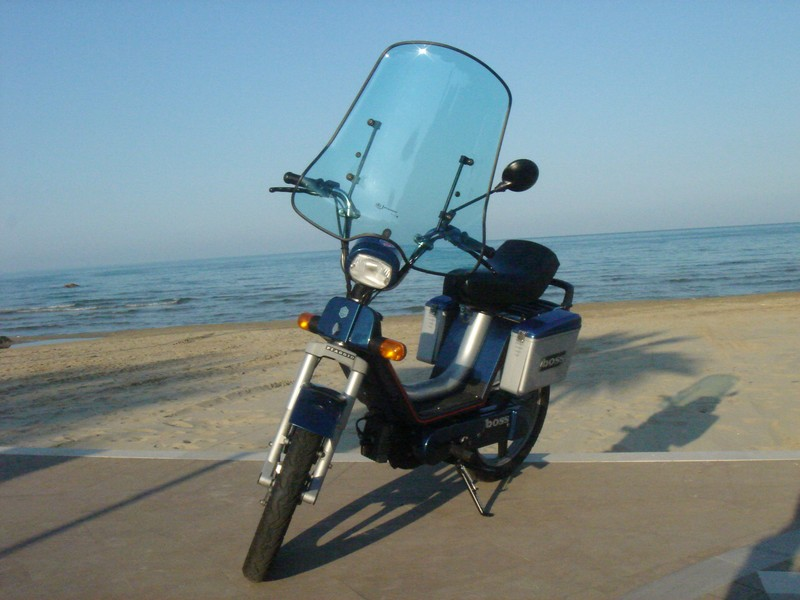
Piaggio Boss

Il Boss è un ciclomotore prodotto dalla casa motociclistica Piaggio, rimasto sul mercato solamente per un anno, dal 1988 al 1989. Prodotto in 10000 esemplari.

## Descrizione
Molto diverso dal Piaggio Sì, era dotato di un telaio a sezione cilindrica, privo di pedali. Aveva le pedaline del guidatore montate su un asse che ruotava all'indietro di circa 130° per consentire l'avviamento a pedivella. Aveva di serie pneumatici più larghi di quelli del Sì mentre il gruppo motore e la trasmissione erano identici, salvo il mozzo posteriore. Inoltre aveva le seguenti migliorie:
- Accensione elettronica a scarica capacitiva con avviamento tramite pedalina "kick starter", abbandonando quindi i pedali che avevano reso famoso il Ciao
- Spegnimento immediato del motore tramite pulsante che agisce sull'accensione (il comando del Si agiva su una valvola di decompressione del cilindro, posta sulla testa)
- Frecce con relais a intermittenza (optional)
- Portacasco posteriore (tra la sella e il maniglione)
- Tachimetro meccanico con rilevazione alla ruota anteriore mediante cavo.
- Cerchi pressofusi in lega leggera a 4 razze, dimensioni 16 pollici (di serie anche al Si)
- Introduzione dei blocchetti di comando al manubrio per l’azionamento del fanale, delle frecce e del clacson, oltre al tasto di spegnimento.

## Caratteristiche tecniche
| Caratteristiche tecniche - Piaggio Boss                               | Caratteristiche tecniche - Piaggio Boss                               | Caratteristiche tecniche - Piaggio Boss                               | Caratteristiche tecniche - Piaggio Boss                       | Caratteristiche tecniche - Piaggio Boss                       | Caratteristiche tecniche - Piaggio Boss                       |
| --------------------------------------------------------------------- | --------------------------------------------------------------------- | --------------------------------------------------------------------- | ------------------------------------------------------------- | ------------------------------------------------------------- | ------------------------------------------------------------- |
|                                                                       |                                                                       |                                                                       |                                                               |                                                               |                                                               |
| Dimensioni e pesi                                                     |                                                                       |                                                                       |                                                               |                                                               |                                                               |
| Ingombri (lungh.×largh.×alt.)                                         | 1640 × 700 × 1035 mm                                                  | 1640 × 700 × 1035 mm                                                  | 1640 × 700 × 1035 mm                                          | 1640 × 700 × 1035 mm                                          | 1640 × 700 × 1035 mm                                          |
| Altezze                                                               | Sella: 830 mm                                                         | Sella: 830 mm                                                         | Sella: 830 mm                                                 | Sella: 830 mm                                                 | Sella: 830 mm                                                 |
| Interasse: 1100 mm                                                    | Interasse: 1100 mm                                                    | Massa a vuoto: 57 kg                                                  | Massa a vuoto: 57 kg                                          | Serbatoio: 3,3 litri di benzina miscelata al 2% con olio      | Serbatoio: 3,3 litri di benzina miscelata al 2% con olio      |
| Meccanica                                                             |                                                                       |                                                                       |                                                               |                                                               |                                                               |
| Tipo motore: due tempi monocilindrico                                 | Tipo motore: due tempi monocilindrico                                 | Tipo motore: due tempi monocilindrico                                 | Tipo motore: due tempi monocilindrico                         | Raffreddamento: ad aria                                       | Raffreddamento: ad aria                                       |
| Cilindrata                                                            | 49,28 cm³ (Alesaggio 38,2 × Corsa 43,0 mm)                            | 49,28 cm³ (Alesaggio 38,2 × Corsa 43,0 mm)                            | 49,28 cm³ (Alesaggio 38,2 × Corsa 43,0 mm)                    | 49,28 cm³ (Alesaggio 38,2 × Corsa 43,0 mm)                    | 49,28 cm³ (Alesaggio 38,2 × Corsa 43,0 mm)                    |
| Distribuzione: regolata dalla spalla dell'albero motore (piston port) | Distribuzione: regolata dalla spalla dell'albero motore (piston port) | Distribuzione: regolata dalla spalla dell'albero motore (piston port) | Alimentazione: carburatore Dell'Orto SHA 12/12 mm             | Alimentazione: carburatore Dell'Orto SHA 12/12 mm             | Alimentazione: carburatore Dell'Orto SHA 12/12 mm             |
| Potenza: 2,3 CV a 5000 giri (misurata all'albero motore)              | Potenza: 2,3 CV a 5000 giri (misurata all'albero motore)              | Coppia:                                                               | Coppia:                                                       | Rapporto di compressione: 9,5:1                               | Rapporto di compressione: 9,5:1                               |
| Frizione: centrifuga                                                  | Frizione: centrifuga                                                  | Frizione: centrifuga                                                  | Cambio: variomatic                                            | Cambio: variomatic                                            | Cambio: variomatic                                            |
| Accensione                                                            | elettronica, candela Lodge CN oppure Bosch W95TI                      | elettronica, candela Lodge CN oppure Bosch W95TI                      | elettronica, candela Lodge CN oppure Bosch W95TI              | elettronica, candela Lodge CN oppure Bosch W95TI              | elettronica, candela Lodge CN oppure Bosch W95TI              |
| Avviamento                                                            | kick starter                                                          | kick starter                                                          | kick starter                                                  | kick starter                                                  | kick starter                                                  |
| Ciclistica                                                            |                                                                       |                                                                       |                                                               |                                                               |                                                               |
| Telaio                                                                | monotrave in tubo d'acciaio (tubone)                                  | monotrave in tubo d'acciaio (tubone)                                  | monotrave in tubo d'acciaio (tubone)                          | monotrave in tubo d'acciaio (tubone)                          | monotrave in tubo d'acciaio (tubone)                          |
| Prestazioni dichiarate                                                |                                                                       |                                                                       |                                                               |                                                               |                                                               |
| Velocità massima                                                      | 45 km/h                                                               | 45 km/h                                                               | 45 km/h                                                       | 45 km/h                                                       | 45 km/h                                                       |
| Altro                                                                 |                                                                       |                                                                       |                                                               |                                                               |                                                               |
| Impianto elettrico                                                    | a 6 V con regolatore di tensione                                      | a 6 V con regolatore di tensione                                      | a 6 V con regolatore di tensione                              | a 6 V con regolatore di tensione                              | a 6 V con regolatore di tensione                              |
| Lubrificazione                                                        | scatola ingranaggi mozzo posteriore: 60 cc di olio SAE 80W-90         | scatola ingranaggi mozzo posteriore: 60 cc di olio SAE 80W-90         | scatola ingranaggi mozzo posteriore: 60 cc di olio SAE 80W-90 | scatola ingranaggi mozzo posteriore: 60 cc di olio SAE 80W-90 | scatola ingranaggi mozzo posteriore: 60 cc di olio SAE 80W-90 |
| Fonte dei dati:                                                       |                                                                       |                                                                       |                                                               |                                                               |                                                               |